# Grupo abeliano libre
En álgebra abstracta, un grupo abeliano libre es un grupo abeliano que tiene una base en el sentido de que cada elemento del grupo se puede escribir de manera unívoca como combinación lineal de los elementos de la base, con coeficientes enteros. Por lo tanto, un grupo abeliano libre sobre una base B también se conoce como un conjunto de sumas formales sobre B. De manera informal, un elemento de un grupo abeliano libre también puede ser visto como un multiconjunto signado de elementos de B.
Los grupos abelianos libres tienen propiedades que los asemejan a los espacios vectoriales y permiten que un grupo abeliano en general se entiende como un cociente de un grupo abeliano libre por "relaciones". Cada grupo abeliano libre tiene un rango definido como la cardinalidad de una base. El rango determina el grupo salvo isomorfismos, y los elementos de dicho grupo se pueden escribir como sumas finitas formales de los elementos de la base. Cada subgrupo de un grupo abeliano libre es abeliano libre, lo cual es importante para la descripción de un grupo abeliano en general como conúcleo de homomorfismo entre grupos abelianos libres.

## Ejemplo
Por ejemplo, sea G el grupo que es la suma directa {\displaystyle \mathbb {Z} \oplus \mathbb {Z} } de dos copias del grupo cíclico infinito {\displaystyle \mathbb {Z} }.
Simbólicamente,
{\displaystyle G=\{(a,b)|a,b\in \mathbb {Z} \}}.
Una base de este grupo es {(1,0), (0,1)}.
Si escribimos {\displaystyle \ e_{1}=(1,0)} y {\displaystyle \ e_{2}=(0,1)}, entonces podemos escribir el elemento (4,3), como
{\displaystyle \ (4,3)=4e_{1}+3e_{2}}, donde la multiplicación se define de la manera siguiente: {\displaystyle \ 4e_{1}:=e_{1}+e_{1}+e_{1}+e_{1}}.
Con esta base no hay otra manera de escribir (4,3), pero si elegimos como base {(1,0), (1,1)}, donde {\displaystyle \ f_{1}=(1,0)} y {\displaystyle \ f_{2}=(1,1)}, entonces podemos escribir (4,3), como
{\displaystyle \ (4,3)=f_{1}+3f_{2}}.
A diferencia de lo que ocurre con los espacios vectoriales, no todos los grupos abelianos tienen una base (de ahí el nombre especial para los que lo si la tienen).
Por ejemplo, ningún grupo con elementos (no triviales) periódicos puede ser abeliano libre, ya que dichos elementos pueden ser expresados en un número infinito de formas, simplemente mediante el establecimiento de un número arbitrario de ciclos construidos a partir de la periodicidad.
El grupo abeliano trivial {0} también se considera abeliano libre, con base el conjunto vacío.

## Terminología
Hay que tener en cuenta que un grupo abeliano libre , no es un grupo libre, excepto en dos casos: un grupo abeliano libre con una base vacía (rango de 0, dando el grupo trivial) o tener sólo un elemento en la base (rango 1, dando un grupo cíclico infinito). Cualquier otro grupo abeliano no es un grupo libre, porque, en grupos libres, el elemento ab debe ser diferente del ba si a y b son elementos diferentes de la base, mientras que deben ser idénticos en grupos abelianos libres. Sin embargo, los grupos abelianos libres son objetos libres en la categoría de grupos abelianos.

## Propiedades
1. Para cada conjunto B, existe un grupo abeliano libre con base B, y todos los grupos abelianos libres que tienen a B como base son isomorfos. Se puede construir un ejemplo con el grupo abeliano de las funciones de B, donde cada función puede tomar valores enteros, y todos, excepto un número finito de sus valores son cero. Esta es la suma directa de copias de {\displaystyle \mathbb {Z} }, una copia para cada elemento de la B.

1. Si F es un grupo abeliano libre con base B, entonces tenemos la siguiente propiedad universal: por cada función f de B en cualquier grupo abeliano A, existe un único homomorfismo del grupo de F en A que extiende a f. Esta propiedad universal también se puede utilizar para definir grupos abelianos libres.

1. Dado un grupo abeliano A, siempre existe un grupo abeliano libre F y un epimorfismo (esto es, un homomorfismo sobreyectivo) del grupo de F en A. Esto se deduce de la propiedad universal mencionada anteriormente.

1. Todos los grupos abelianos libres son libres de torsión, y todos los grupos abelianos finitamente generados y libres de torsión son grupos abelianos libres (lo mismo se aplica a módulos planos, ya que un grupo abeliano es libre de torsión, si y sólo si, como {\displaystyle \mathbb {Z} }-módulo es plano). El grupo aditivo de los números racionales {\displaystyle \mathbb {Q} } es un grupo abeliano libre de torsión (no finitamente generado), grupo que no es abeliano libre. La razón: {\displaystyle \mathbb {Q} } es divisible, pero ningún grupo abeliano libre distinto del trivial es divisible.

1. Los grupos abelianos libres son un caso especial de módulos libres, ya que los grupos abelianos no son otra cosa que módulos sobre el anillo {\displaystyle \mathbb {Z} }.

Es importante destacar que todo subgrupo de un grupo abeliano libre es libre abeliano (ver más abajo). Como consecuencia, para cada grupo abeliano A existe una sucesión exacta corta
0 → G → F → A → 0
donde F y G grupos abelianos libres (lo que significa que A es isomorfo al grupo cociente F /G). A esto se le llama resolución libre de A. Por otra parte, los grupos abelianos libres son, precisamente, los objetos proyectivos en la categoría de grupos abelianos.
Puede ser sorprendentemente difícil determinar si un grupo concreto dado es abeliano libre. Considere por ejemplo el grupo de Baer-Specker {\displaystyle \mathbb {Z} ^{\mathbb {N} }}, el producto directo (que no debe confundirse con la suma directa, que difiere del producto directo de un número infinito de sumandos) de una cantidad infinita numerable de copias de {\displaystyle \mathbb {Z} }. Reinhold Baer demostró en 1937 que este grupo no es abeliano libre; Specker demostró en 1950 que cada subgrupo numerable de {\displaystyle \mathbb {Z} ^{\mathbb {N} }} es abeliano libre.

## Rango de un grupo abeliano libre
Cada grupo abeliano libre finitamente generado es isomorfo a {\displaystyle \mathbb {Z} ^{n}} para algún número natural n, denominado rango del grupo abeliano libre. En general, un grupo abeliano libre F puede tener muchas bases diferentes, pero todas ellas tienen el mismo cardinal, y a esta cardinalidad se le llama rango de  F. Este rango de grupos abelianos libres se pueden utilizar para definir el rango de un grupo abeliano en general. Las relaciones entre las diferentes bases pueden ser interesantes, por ejemplo, las diferentes posibilidades para elegir una base para el grupo abeliano libre de rango dos se examinan en el artículo sobre el par fundamental de períodos.

## Suma formal
Una suma formal de elementos de un conjunto dado B es un elemento del grupo abeliano libre con base B.
En otras palabras, dado un conjunto B, sea G el único grupo abeliano libre con base B (salvo isomorfismo).
Sean {\displaystyle b_{1},b_{2},...\in B} y {\displaystyle a_{1},a_{2},...\in \mathbb {Z} }. Definimos su suma formal como:
{\displaystyle \sum _{i=1}^{\infty }a_{i}b_{i}\in G}
donde existirá un {\displaystyle n\in \mathbb {N} } de forma que {\displaystyle a_{i}=0} si {\displaystyle i\geq n}.

## Subgrupos de un grupo abeliano libre
Cada subgrupo de un grupo abeliano libre es también un grupo abeliano libre. Esto es similar al teorema de Nielsen-Schreier que dice que un subgrupo de un grupo libre es libre.
Teorema: Sea {\displaystyle F} el grupo abeliano libre generado por el conjunto
{\displaystyle X=\{x_{k}\,|\,k\in I\}} y sea {\displaystyle G\subset F} un subgrupo. Entonces {\displaystyle G} es un grupo abeliano libre.
Demostración: Si {\displaystyle G=\{0\}}, la afirmación se cumple. Supongamos que {\displaystyle G} no es el grupo trivial. En primer lugar vamos a probar esto para {\displaystyle X} por  inducción. Si {\displaystyle |X|=1}, {\displaystyle G} es isomorfo al {\displaystyle \mathbb {Z} } (
que es no trivial y claramente es abeliano libre. Supongamos que si un grupo es generado por un conjunto de cardinalidad {\displaystyle \leq k}, entonces todos sus subgrupos son
libres. Sean {\displaystyle X=\{x_{1},x_{2},\dots ,x_{k},x_{k+1}\}}, sea {\displaystyle F} el grupo libre generado por {\displaystyle X}, y sea {\displaystyle G\subset F} un subgrupo. Sea {\displaystyle \operatorname {pr} \colon G\to F} la proyección {\displaystyle \operatorname {pr} (a_{1}x_{1}+\dots +a_{k+1}x_{k+1})=a_{1}x_{1}}. Si {\displaystyle \operatorname {Rng} (\operatorname {pr} )=\{0\}}, entonces {\displaystyle G} es un subconjunto de {\displaystyle \langle x_{2},\dots ,x_{k+1}\rangle } y es libre por la hipótesis de inducción. Por lo tanto podemos suponer que el rango no es trivial. Sea {\displaystyle m>0} el menor tal que {\displaystyle mx_{1}\in \operatorname {Rng} (\operatorname {pr} )} y elegimos {\displaystyle x} de forma que {\displaystyle \operatorname {pr} x=mx_{1}}. Es sencillo comprobar que {\displaystyle x\notin \operatorname {Ker} (\operatorname {pr} )}, y si {\displaystyle y\in G}, entonces {\displaystyle y=nx+k}, donde {\displaystyle k\in \operatorname {Ker} (\operatorname {pr} )} y {\displaystyle n\in \mathbb {Z} }. Por lo tanto {\displaystyle G=\operatorname {Ker} (\operatorname {pr} )\oplus \langle x\rangle }. Por la hipótesis de inducción {\displaystyle \operatorname {Ker} (\operatorname {pr} )} y {\displaystyle \langle x\rangle } son libres: el primero es isomorfo a un subgrupo {\displaystyle \langle x_{2},\dots x_{k+1}\rangle } y el segundo a {\displaystyle \mathbb {Z} }.
Supongamos ahora que {\displaystyle X=\{x_{i}\mid i\in I\}} es arbitrario. Para cada subconjunto {\displaystyle J} de {\displaystyle I} sea {\displaystyle F_{J}} es el grupo libre generado por 
{\displaystyle \{x_{i}\mid i\in J\}}, por lo tanto {\displaystyle F_{J}\subset F} es un subgrupo libre y denotamos {\displaystyle G_{J}=F_{J}\cap G}.
Ahora sea
{\displaystyle S=\{(G_{J},w)\mid G_{J}{\rm {\;es\;un\;grupo\;libre\;no\;trivial\;y\;}}w{\rm {\;es\;una\;base\;de\;}}G_{J}\}.}
Formalmente d{\displaystyle w} es una aplicación inyectiva
{\displaystyle w:J'\to G_{J}}
de tal manera que {\displaystyle w[J']} genera {\displaystyle G_{J}}.
Es evidente que {\displaystyle S} es no vacío: Tomemos un elemento {\displaystyle x} de {\displaystyle G}. Luego {\displaystyle x=a_{1}x_{i_{1}}+\cdots +a_{n}x_{i_{n}}} y por lo tanto el grupo libre generado por {\displaystyle J=\{x_{i_{1}},\dots ,x_{i_{n}}\}} contiene a {\displaystyle x} y la intersección {\displaystyle G\cap F_{J}} es un subgrupo no trivial de un grupo finito abeliano libre, y por lo tanto libre, por inducción.
Si {\displaystyle (G_{J},w),(G_{K},u)\in S}, definamos el orden {\displaystyle (G_{J},w)\leq (G_{K},u)} si y sólo si {\displaystyle J\subset K} y la base {\displaystyle u} será una extensión de {\displaystyle w}; formalmente, si {\displaystyle w:J'\to G_{J}} y {\displaystyle u:K'\to G_{K}}, entonces {\displaystyle J'\subset K'} y {\displaystyle u\upharpoonright w=w}.
Si {\displaystyle (G_{J_{r}},w_{r})_{r\in L}} es una {\displaystyle \leq }-cadena ({\displaystyle L} es un orden lineal) de elementos de {\displaystyle S}, entonces, evidentemente,
{\displaystyle (\bigcup _{r\in L}G_{J_{r}},\bigcup _{r\in L}w_{r})\in S},
por lo que se puede aplicar el lema de Zorn y concluimos que existe un {\displaystyle (G_{J},w)} maximal. Como {\displaystyle G_{I}=G}, es suficiente probar ahora que {\displaystyle J=I}. Supongamos lo contrario: que existe un {\displaystyle k\in I\setminus J}.
Sea {\displaystyle K=J\cup \{k\}}. Si {\displaystyle G_{K}=F_{K}\cap G=G_{J},}, entonces esto significa que {\displaystyle (G_{J},w)\leq (G_{K},w)}, pero no son iguales, así que {\displaystyle (G_{K},w)} es mayor, lo cual contradice maximalidad de {\displaystyle (G_{J},w)}. De lo contrario, habría un elemento {\displaystyle nx_{k}+y\in G_{K}} de tal manera que {\displaystyle n\in \mathbb {Z} \setminus \{0\}} e {\displaystyle y\in F_{J}}.
El conjunto {\displaystyle n\in \mathbb {Z} } para el cual existe {\displaystyle y\in F_{J}} de tal manera que {\displaystyle nx_{k}+y\in G_{K}} forma un subgrupo de {\displaystyle \mathbb {Z} }. Sea {\displaystyle n_{0}} un generador de este grupo sea {\displaystyle w_{k}=n_{0}x_{k}+y\in G_{K}} con {\displaystyle y\in F_{J}}. Ahora bien, si {\displaystyle z\in G_{K}}, entonces para algún {\displaystyle m\in Z}, {\displaystyle z=z-mw_{k}+mw_{k}}, donde {\displaystyle z-mw_{k}\in G_{J}}.
Por otra parte claramente {\displaystyle w_{k}\mathbb {Z} \cap F_{J}=\{0\}}, por lo que {\displaystyle w'=w\cup \{w_{k}\}} es una base de {\displaystyle G_{K}}, por lo que {\displaystyle (G_{K},w')\geq (G_{J},w)} contradiciendo de nuevo la maximalidad. {\displaystyle \square }